# ان‌جی‌سی ۱۰۹۷
ان‌جی‌سی ۱۰۹۷ (انگلیسی: NGC 1097) نام یک کهکشان مارپیچی میله‌ای در صورت فلکی کوره است.

## نگارخانه

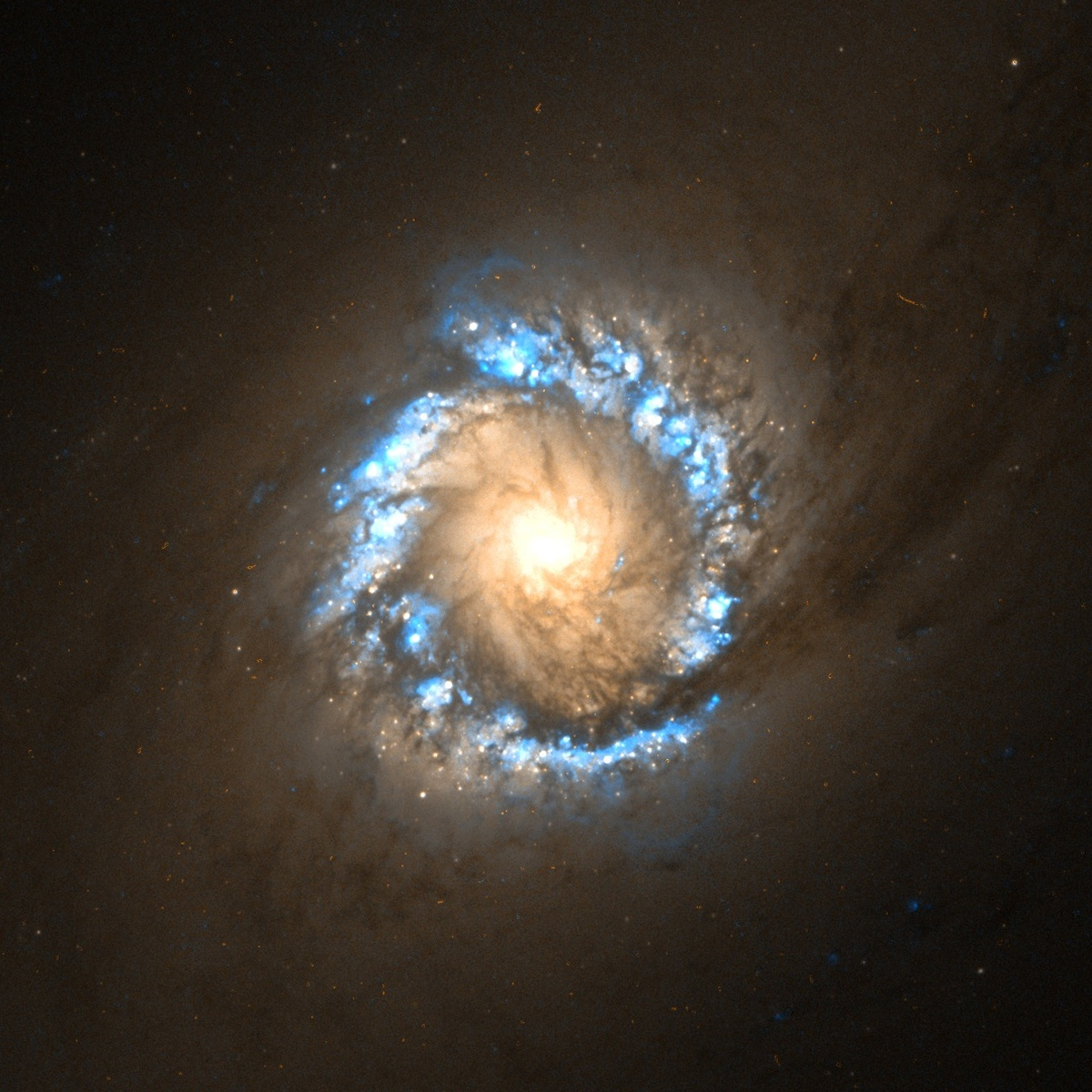
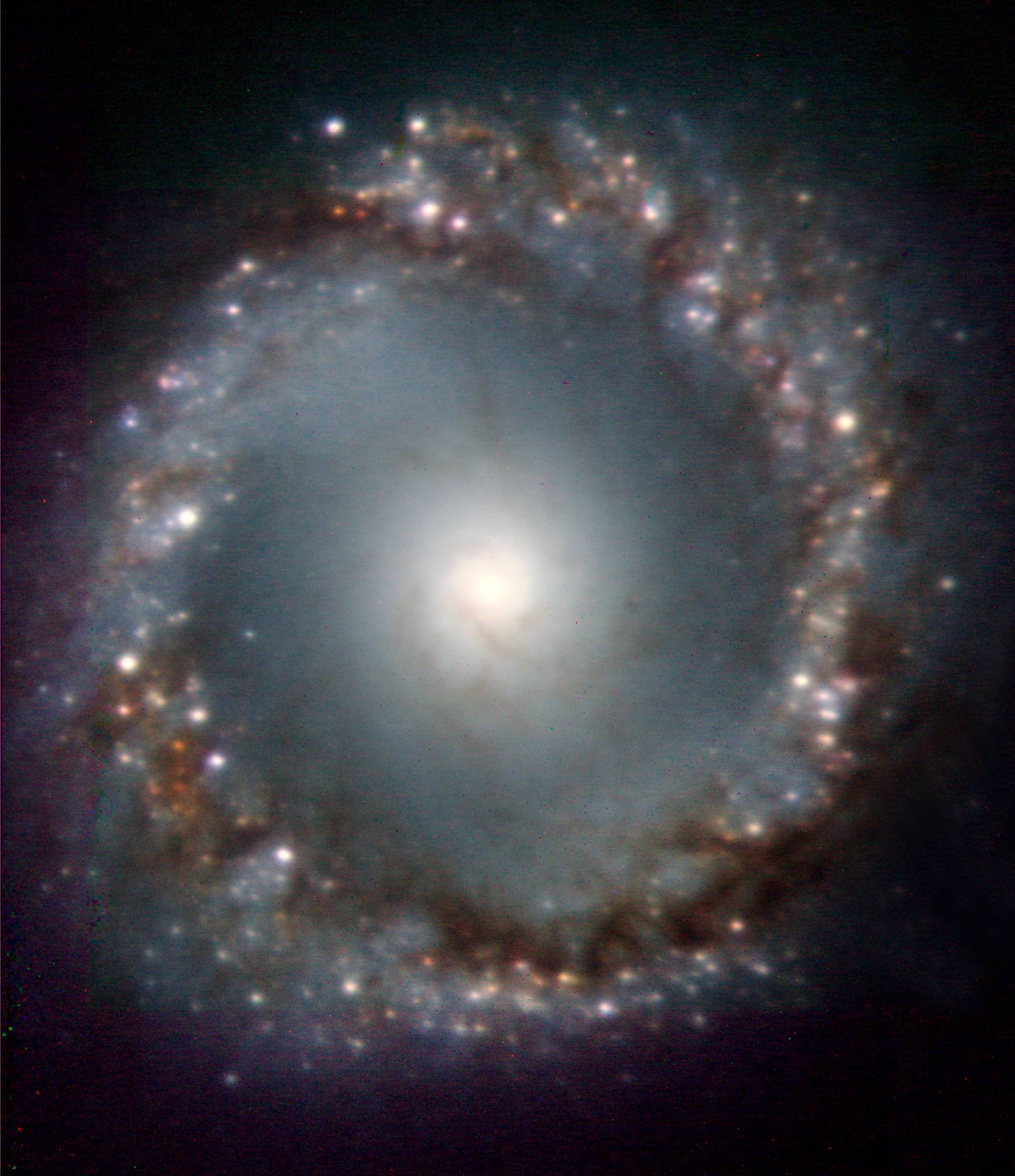
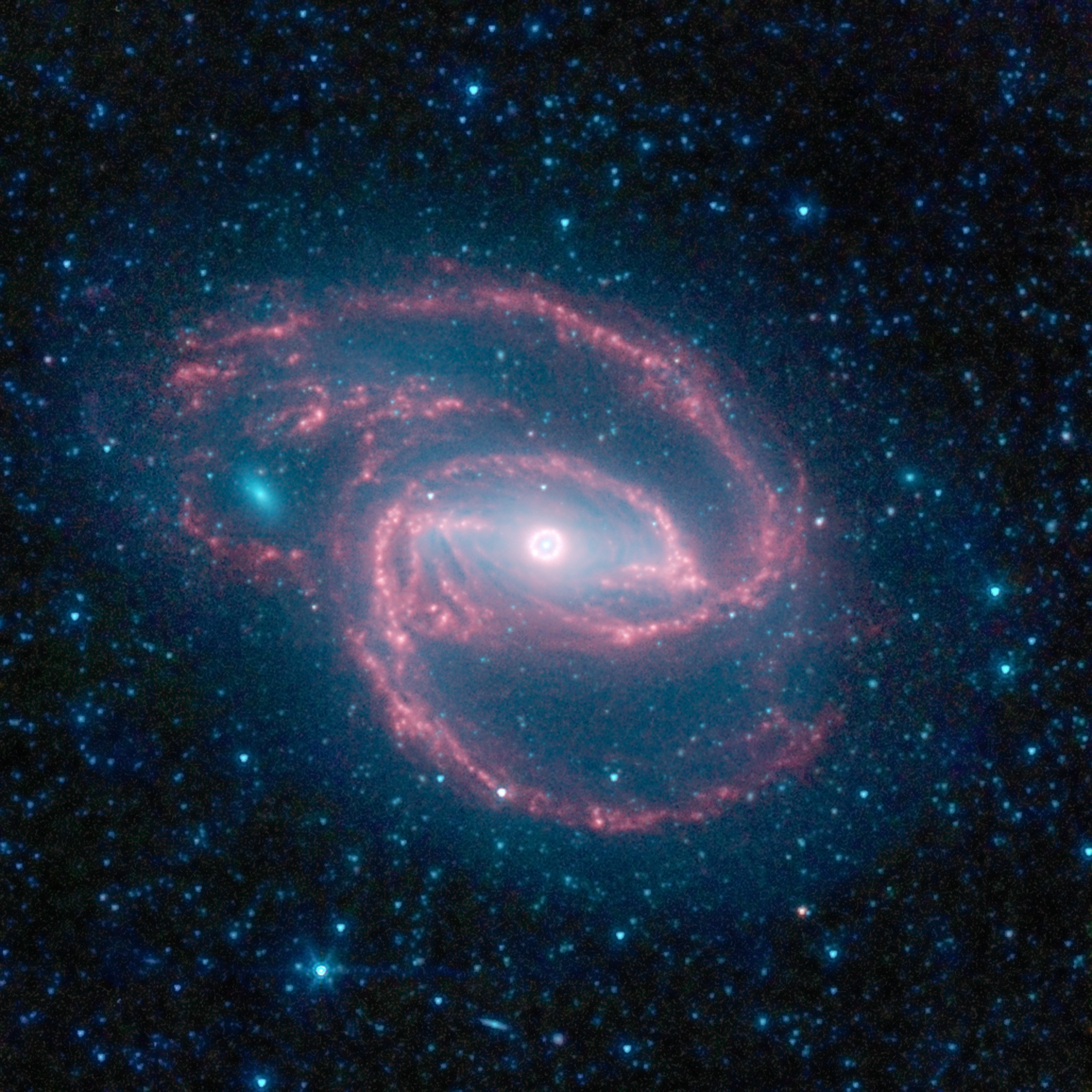